# 杨道远
杨道远（1941年—2025年7月23日），河南省镇平县人，曾任湖北省革命委员会副主任。

## 生平
杨书贵，1941年出生于河南省镇平县，1961年入读武汉测绘学院，1966年毕业。文化大革命开始时，他正在衡阳国家测绘总局三分局搞毕业设计。
于1966年8月31日作为红卫兵被毛泽东接见，回到武汉就组织了“毛泽东主义红卫兵”。当时流传的毛泽东指示说这一代青年人“任重而道远”，于是改名“杨道远”。1966年10月钢二司（毛泽东思想红卫兵武汉地区革命造反司令部）成立时，杨道远代任总指挥。后任武汉地区红代会主任、湖北省革命委员会副主任。
1970年，被打成湖北“北决扬”、“五一六”的总负责人，8月被分配到江西南昌。1971年2月被关押。1983年1月，因抢枪、抢夺公文被判刑12年，2月刑满出狱。杨道远给别人介绍业务，从中拿了3万多元的好处费，1985年因贪污罪被判刑15年，剥夺政治权利5年。《武汉晚报》刊登文章《秋后蚂蚱的最后一跳》，大意为：造反派在政治上被打倒了，就想在经济上捞一把，这是当前阶级斗争的新动向。1992年保外就医。2000年刑满。2010年，出版回忆录《奉献——我经历的无产阶级文化大革命》。
2025年7月23日，楊道遠因心臟病去世。